# Dolmen del Coll de la Llosa
El dolmen del Coll de la Llosa, o de Casafabre, és molt a prop de la partió entre els termes de Casafabre, Bulaternera i Sant Miquel de Llotes, tots tres de la comarca del Rosselló, a la Catalunya del Nord.
Per bé que algunes fonts el situen en terreny de Casafabre, en realitat, però, és per pocs metres dins del terme de Bulaternera.
Està orientat d'est a oest, amb l'obertura a l'est. Es tracta d'un dolmen de corredor d'uns cinquanta centímetres d'ample per uns dos metres i mig de llarg. Està cobert per una llosa decorada amb gravats més o menys superficials. El túmul, de forma circular, fa uns dos metres de diàmetre, per uns 80 centímetres d'alçada de mitjana.
Va ser estudiat per primera vegada per Eugène Devaux el 1936, i posteriorment per Pere Ponsich i Maurice Iché el 1949. Lluís Pericot l'esmentà en la segona edició de la seva tesi del 1950, i Jean Abélanet en destacà els gravats que en decoren la llosa de cobertura.